# Marcus Wiederstein
Marcus Wiederstein (* 1971 in Marl, Deutschland) ist Autor und Referent zum Thema Softwareentwicklung mit besonderem Schwerpunkt auf Datenbank- und Server-Technologien. Er studierte in Bochum und Dortmund Elektrotechnik. Seit 1998 arbeitet er als Referent in der Erwachsenenbildung und ist Microsoft Certified Trainer und OMG Certified UML Professional.  Seit 2004 arbeitet er als Berater und Projektleiter für Projekte mit Microsoft-Server-Systemen. In 2009 begann er, eine Reihe von zweiseitigen Kurzreferenzen zu verschiedenen Programmiersprachen, Datenbanken  und XML-Standards herauszugeben, von denen innerhalb eines Jahres mehr als 35.000 Stück verkauft wurden. Seine XML-Bücher haben sich mehr als 10.000 mal verkauft.

## Werke
Marcus Wiederstein ist seit 2002 als Autor für Themen aus dem Bereich Software-Entwicklung und Datenbanken tätig.

### Datenbanken

#### MS SQL Server
- Marco Skulschus, Marcus Wiederstein: MS SQL Server 2005 – T-SQL Programmierung und Abfragen. Comelio Medien, ISBN 978-3-939701-02-6.
- Marco Skulschus, Marcus Wiederstein: MS SQL Server 2005 – XML und SOAP-Webservices. Comelio Medien, ISBN 978-3-939701-03-3.

#### Oracle
- Samuel Michaelis, Marco Skulschus, Marcus Wiederstein: Oracle 10g: Programmierung mit PL/SQL, Java, PHP und C++. Galileo Computing, ISBN 978-3-89842-314-4.
- Samuel Michaelis, Marco Skulschus, Marcus Wiederstein: Oracle 10g: Oracle 10.2 – Programmierung mit C, C++, Java, PHP, PL/SQL: Programmierhandbuch. Galileo Computing, ISBN 978-3-89842-824-8.
- Marco Skulschus, Marcus Wiederstein: Oracle PL/SQL. Comelio Medien, ISBN 978-3-939701-40-8.
- Marco Skulschus, Marcus Wiederstein: Oracle SQL. Comelio Medien, ISBN 978-3-939701-41-5.
- Marco Skulschus, Marcus Wiederstein: Oracle PL/SQL und XML. Comelio Medien, ISBN 978-3-939701-49-1.
- Marco Skulschus, Marcus Wiederstein: Oracle PL/SQL – Objekte und objektrelationale Techniken. Comelio Medien, ISBN 978-3-939701-42-2.
- Marco Skulschus, Marcus Wiederstein: bhv Coach Compact. SQL – Ausführlicher und praxisorientierter Einstieg. Bhv Buch, ISBN 978-3-8266-9381-6.

### XML-Technologien
- Marco Skulschus, Marcus Wiederstein, Sarah Winterstone: XML Schema. Comelio Medien, ISBN 978-3-939701-54-5.
- Marco Skulschus, Marcus Wiederstein, Sarah Winterstone: XSLT, XPath und XQuery. Comelio Medien, ISBN 978-3-939701-50-7.
- Marco Skulschus, Marcus Wiederstein: XSL-FO. Comelio Medien, ISBN 978-3-939701-58-3.
- Marco Skulschus, Marcus Wiederstein: XML – Standards und Technologien. Comelio Medien, ISBN 978-3-939701-67-5.
- Marco Skulschus, Marcus Wiederstein: XHTML und CSS. Comelio Medien, ISBN 978-3-939701-15-6.
- Marco Skulschus, Marcus Wiederstein: XSLT und XPath für HTML, Text und XML. Mitp-Verlag, ISBN 978-3-8266-1532-0.
- Marco Skulschus, Marcus Wiederstein: XSLT 2.0: Fortgeschrittene Anwendungen. Mitp-Verlag, ISBN 978-3-8266-1530-6.
- Marco Skulschus, Marcus Wiederstein: XSL-FO für PDF und Druck. Mitp-Verlag, ISBN 978-3-8266-1531-3.
- Marco Skulschus, Marcus Wiederstein: XML Schema – Grundlagen, Praxis, Referenz. Galileo Computing, ISBN 978-3-89842-472-1.

### PHP
- Marco Skulschus, Marcus Wiederstein: PHP und MySQL –M + T Training Programmierung. Markt + Technik, ISBN 978-3-8272-6298-1.

### Empirische Sozialforschung
- Marco Skulschus, Marcus Wiederstein: Grundlagen empirische Sozialforschung. Comelio Medien, ISBN 978-3-939701-23-1.

### Sonstige
- Marco Skulschus, Marcus Wiederstein: Adobe Photoshop 7.0 – bhv Coach Compact. vmi Buch, ISBN 978-3-8266-9379-3.
- Marco Skulschus, Marcus Wiederstein: Adobe GoLive 5.0 – Der bhv Coach. vmi Buch, ISBN 978-3-8266-9364-9.
- Marco Skulschus, Marcus Wiederstein: Flash MX – M + T Training Intensiv. Markt + Technik, ISBN 978-3-8272-6023-9.